# フライボーイズ
『フライボーイズ』（Flyboys）は、2006年のアメリカ合衆国の映画。

## 概要
ライト兄弟が初の動力飛行機を発明してから、早くも第一次世界大戦にて、人類は飛行機を兵器として導入。戦闘機が誕生した。この大戦で、アメリカ合衆国が未だ参戦を決めかねていた時期に、様々な事情から外人部隊としてフランス空軍に志願入隊し、ドイツ軍と戦ったアメリカ人の若者たちがいた。彼らの所属した実在の中隊「ラファイエット戦闘機隊」の実話に基づき、彼らの苦悩と友情、そして「最後の騎士道」「大空の決闘」であった時代の空中戦を、総製作費70億円の巨費を掛けた実写アクションと、CGを駆使したVFXで描く。

## ストーリー
1916年西部戦線。砲弾が舞い、兵士達が塹壕でにらみ合う中、空でも激烈な空中戦が繰り広げられていた。農場の経営不振で債務者に怪我をさせたアメリカ人ローリングスは、フランス陸軍の義勇飛行隊への参加を決意する。他にも家の名誉のために志願したジェンセン、差別せずに受け入れてくれたフランスへの恩を返したいというアメリカ出身の黒人ボクサーのスキナー、大富豪の親に無理やり志願させられた絵描き志望のロウリー、アメリカから逃げるように志願してきたビーグル等、様々な事情を抱えて飛行隊へと志願した若者たち。初めは大半がフランス語さえ話せなかった彼らも、父親の様な上官セノール大尉のもとで一から飛行機の操縦を覚え、ラファイエット航空隊で苛酷な実戦を経験していく内に、大きく成長し、また友情を育んでいく。
隊のエースであるキャシディ中尉の冷徹な態度に反発を覚えるローリングスだが、仲間の死、地元女性ルシエンヌとの恋、そしてドイツの撃墜王との交戦と対決を経て、徐々に彼とお互いを戦友として認めあう。隊の中でも人種差別的だったロウリーがスキナーと打ち解け、また経歴詐称からスパイ疑惑をかけられていたビーグルが犯罪歴を隠してやり直すそうとしていたことがわかって皆と和解するなど、彼らは仲間として団結していく。しかし戦闘と仲間を喪ったショックからジェンセンが飛行不能になり、撃墜されたビーグルが命と引き換えに片手を切断され、さらに戦闘に巻き込まれたルシエンヌが重傷を負うなど、戦争の影は色濃くローリングスに覆いかぶさっていく。そして遂にキャシディ中尉が敵の撃墜王「黒い鷹」に破れ、戦死してしまう。
キャシディ中尉の後を継いで隊を指揮する事になったローリングスは、やがて一廉のエースパイロットへと成長を遂げる。イギリスへ避難するというルシエンヌに別れを告げたローリングスは、「黒い鷹」に一騎討ちを挑むべく空へ飛び立っていく。

## 登場人物
ブレイン・ローリングス
隊の初期メンバーである若者。テキサス出身のカウボーイ。
両親の死がきっかけで先祖代々受け継いできた牧場を失うことになり、無一文の状態でラファイエット戦闘機隊に志願した。明るく能天気で自信家な側面もあったが、隊の一員として戦っていく中で現実を知っていく中でそういった無邪気さは薄れ、やがて皆を気づかい纏めていく一人前のパイロットへと成長していく。
キャシディ中尉とは戦友として絆を育むことになり、彼の戦死後は後任として部隊の指揮を引き継ぐことになる。
モデルは元カウボーイのアメリカ人撃墜王フランク・ルーク（Frank Luke）。ただし彼は実際にはラファイエット戦闘機隊に所属していない。
リード・キャシディ
フランス軍中尉。ラファイエット戦闘機隊のエース。
冷徹な振る舞いとその態度から当初はローリングスたちに反発されていたが、その技量と、自分たちに戦争の現実を教えようとする優しさが理解されるにつれて徐々に打ち解け、ローリングスが一人前のパイロットへと成長するにつれて互いに戦友として認めあっていく。
同期のパイロットは皆戦死しており、その過去について知っている者はセノール大尉しかおらず、憶測で様々な噂が流れている。空を飛ぶ理由は仲間たちの仇討ちで、誰かが戦死すると単独で再出撃し報復を行う習慣がある。そしてその為に「黒い鷹」を執拗に狙っていたが、一騎討ちで敗北して戦死した。
モデルは実在の撃墜王ラウル・ラフベリ（Raoul Lufbery）。
ウィリアム・ジェンセン
隊の初期メンバーである若者。軍人の家系出身で、故郷に恋人を残して志願した。
一族の伝統を守り、自らも英雄となることを決意していたが、次々に死んでいく仲間たちと自分も戦死するのではないかという恐怖からショック状態に陥り、手の震えが止まらなくなってしまう。
ユージン・スキナー
隊の初期メンバーである若者。フランス出身の黒人ボクサー。
ボクサーとしての才能はあったが性格的に向いていないことから断念し、黒人である自分を迎えてくれたフランスへの恩返しとしてラファイエット戦闘機隊に志願した。
父親が奴隷であったことから黒人差別への反発は強く、からかってきた先輩パイロットに激高して殴り掛かることもあった。
空を飛ぶことへ憧れを抱いており、戦争が終わっても空を飛び続けていたいと願っている。そのため将来は郵便配達飛行機のパイロットになることを夢見る。
モデルはプロボクサー出身で第一次世界大戦中唯一、そして史上初の黒人パイロットユージーン・ブラード（Eugene Bullard）。
ブリッグス・ロウリー
隊の初期メンバーの一人である若者。小太りで品が良いが、人種差別的でスキナーのことを嫌っている。
ニューヨークの富豪の息子で、元は絵描き志望だった。しかし厳格な父親に猛反対されて断念、言われて入学したハーバード大学も退学になり、最後のチャンスとして無理やりラファイエット戦闘機隊に志願させられてしまう。父親に対して唯一行った反発が100年物のコニャックを密かに持ち出すことだった。
スキナーに命を救われたことで自分の振る舞いを恥じ、彼と和解するためにコニャックの栓を開ける。
モデルはラファイエット戦闘機隊に所属していたパイロットのノーマン・プリンス（Norman Prince）。
エディー・ビーグル
隊の初期メンバーの一人である若者。気が強く生意気な一方、射撃の腕が悪くて一度も敵機に命中させたことがない。
後に経歴を詐称していたことがわかり、ドイツ系であったことからスパイ疑惑をかけられる。しかし実際は金に困っておもちゃの銃で銀行強盗を行い、失敗して指名手配されたことで渡仏した小悪党に過ぎなかった。皆にそれを告白したことで許され、隊の一員として改めて迎え入れられる。本名はアーサー・ベッカー。
戦闘で撃墜され、機体の残骸に手を挟まれてしまったため、命と引き換えに片手を切断するはめになってしまう。
モデルはラファイエット戦闘機隊に所属していたパイロットのバート・ホール（Bert Hall）。
ライル・ポーター
隊に追加メンバーとして参加した若者。敬虔なキリスト教徒であり、常に聖書を手放さず、戦闘では聖歌を歌いながら操縦を行う。
ジョルジュ・セノール
フランス軍大尉。ラファイエット戦闘機隊の指揮官を務める実在の人物。
無邪気で純粋な若者たちを暖かく見守りつつも厳しく指導し、ローリングスが命令違反をして無茶をした際にはこれを叱り飛ばす一方で彼の心情と勇気を認めて許すなど、隊の父親のような存在。
ルシエンヌ
フランス人の少女。不時着したローリングスを手当したことで出会い、彼と恋に落ちる。
当初は英語がわからずローリングスとも喋れなかったが、お互いに徐々に言葉を学んで心を通わせる。一方で戦争で死んだ兄夫婦の子どもたちを引き取って育てており、いつ戦死するかわからないローリングスとの恋に怯える事もあった。
ドイツ軍との戦闘に巻き込まれて重傷を負うが、ローリングスに間一髪のところで救われる。その後イギリスへ疎開することになり、ローリングスと再会を約束して別れる。
黒い鷹（ブラックファルコン）
黒い鷹のマークで知られるドイツ軍の撃墜王。
地上に降りて脱出したパイロットを躊躇なく射殺するなど非道な行いや戦闘不能となった敵の顔を確かめた上で撃墜するなど、騎士道を逸脱した行動を取るような男。
本編中に台詞は無く、また本名も語られることがないため、その人物像は視聴者の想像に委ねられている。
フランツ・ウォルフェルト
交差した剣のマークで知られるドイツ軍の撃墜王。
黒い鷹が脱出したパイロットを射殺したため、その詫びとして機銃の故障したローリングスを撃たずに見逃す。

## スタッフ
- 監督：トニー・ビル
- 脚本：フィル・シアーズ、ブレイク・T・エヴァンス、デヴィッド・S・ウォード
- ストーリー：ブレイク・T・エヴァンス
- 製作総指揮：デイヴィッド・ブラウン、ジェイムズ・クレイトン、フィリップ・M・ゴルトハーブ、ダンカン・レイド
- 製作（プロデューサー）：ディーン・デヴリン、マーク・フライドマン
- アソシエイトプロデューサー：レイチェル・オールスチャン
- 副プロデューサー：キーリー・ピーク、マーク・ロスキン
- 撮影監督：ヘンリー・ブラハム
- 編集：クリス・ブランデン、ロン・ロンセン
- 音楽：トレヴァー・ラビン
- キャスティング：ダニエル・ハバード、ジョン・ハバード、ロス・ハバード
- プロダクションデザイン：チャールズ・ウッド
- アートディレクション：レイ・チャン、フィリップ・エルトン、マシュー・グレイ
- セット装飾：イライザ・ソウルズベリー

## キャスト
- ブレイン・ローリングス：ジェイムズ・フランコ（日本語吹替え: 置鮎龍太郎）
- ルシエンヌ：ジェニファー・デッカー（日本語吹替え: 桑島法子）
- ジョルジュ・セノール大尉：ジャン・レノ（日本語吹替え: 菅生隆之）
- ブリッグス・ロウリー：タイラー・ラビーン（日本語吹替え: 桜井敏治）
- リード・キャシディー：マーティン・ヘンダーソン（日本語吹替え: 家中宏）
- ウィリアム・ジェンセン：フィリップ・ウィンチェスター（日本語吹替え: 川島得愛）
- ユージン・スキナー：アブダル・サリス（日本語吹替え: 伊藤健太郎）
- エディー・ビーグル：デヴィッド・エリソン（日本語吹替え: 竹若拓磨）
- ヴァーノン・トッドマン：キース・マケリーン
- ライル・ポーター：マイケル・ジブソン
- ブラック・ファルコン：ギュンナー・ウインベルグ
- ウォルフェルト：イアン・ローズ
- グラント：レックス・シュラプネル
- ジャック：カイル・ヘンシェル＝スミス
- デトワイラー保安官：マック・マクドナルド
- ミスター・ジェンセン：トッド・ボイス
- ジェンセン夫人：カレン・フォード
- ミスター・ロウリー：ティム・ピゴット＝スミス
- ロウリー夫人：ゲイル・ダウニー
- ローラ：ルース・ブラッドリー
- クラリス：ケイト・ロビンス
- アイヴス：ダニエル・リグビー
- ヒギンズ：クリスティエン・アンホルト
- ジロー中尉：オーグスタン・ルグラン
- マリー：ローレン・ダウニング
- マリー：ヘイリー・ダウニング
- ルーク：エイドリアン・ブーブリル
- ナン：ピップ・ピッカリング
- ディウィット：バリー・マッギー
- フランスの歩兵：ジェイク・カヌーソー
- 映画案内人：スコット・ヘイゼル
- バーテンダー：クリストファー・スネル
- 医師：エリック・セラ
- スキナーのトレーナー：ジャン＝フィリッペ・コフィー
- ドイツ兵：ラルフ・ルーラー(クレジットなし)

## 登場する航空機

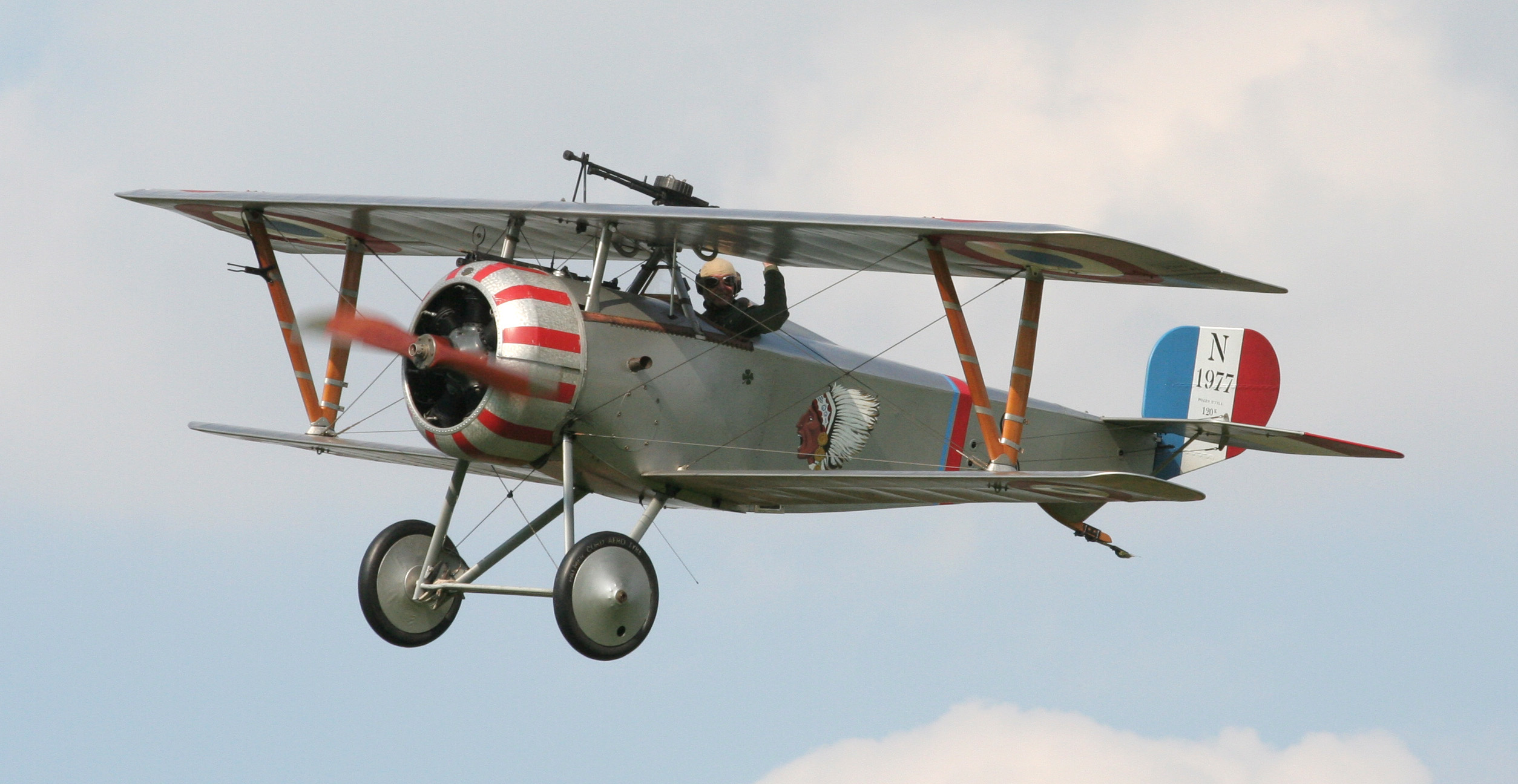
ニューポール 17戦闘機

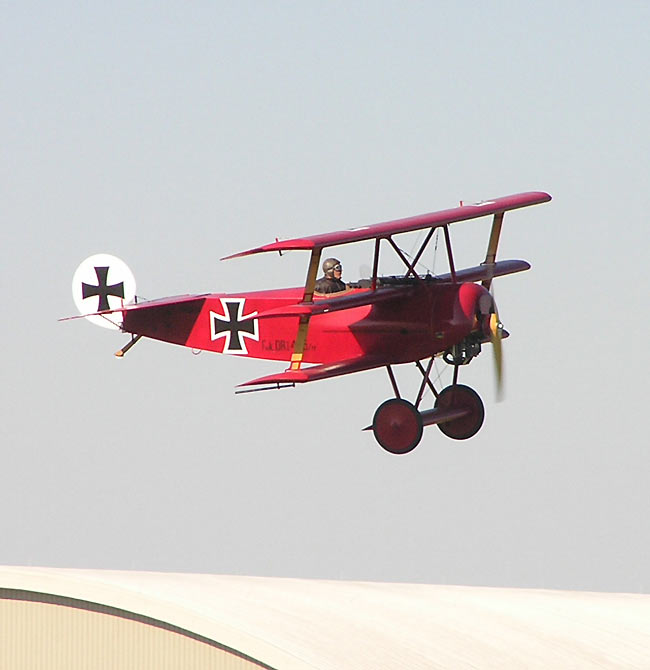
フォッカー Dr.I

- ニューポール 17 - フランス軍戦闘機。キャシディー機は機首にヴィッカース機銃と翼上のルイス機銃の二挺を装備。他はヴィッカース機銃のみ。
- ハンドレページ O/400 - イギリス軍爆撃機。
- フォッカー Dr.I - ドイツ軍戦闘機。
- ゴータ G.IV - ドイツ軍爆撃機。
- ツェッペリン飛行船 - ドイツ軍飛行船。

## 映像商品
国内盤DVDが、ジェネオンエンタテインメントより2008年3月21日に発売された。商品番号：GNBF-1210、JANコード：4988102483739。

## 音楽商品
オリジナル・サウンドトラック盤は、日本の国内盤は未発売。

アメリカ盤のCDが、ヴァレーズ・サラバンド(Varese Sarabande)より2006年10月10日に発売されており、輸入盤取扱店や通販で入手可能(商品番号：302 066 763 2)。

## 備考・トリビア
- CGで飛行シーンを制作する前に挙動のサンプルとしてナイジェル・ラムが模範飛行を行った。
- 劇場パンフレットによると、主人公のローリングスについては、複数の人物をモデルにしたと言われている。
- 本作は、キャスティングの自由などを理由に、メジャーの映画会社ではなく、独立系のプロダクションにて製作された。そのため日本でも、東京での上映館が「ユナイテッド・シネマ豊洲」「シアターN渋谷」の2館のみである等、配給・公開規模は小さかった。但し、ロードショー時には小規模ながら、テレビCMも流されている。
- 日本公開時の本作の「宣伝部長」を、グラビアアイドルのほしのあきが務めた。
- 北米版予告編で使用されている合唱曲は、映画アイランドのサウンド・トラックの『My name is Lincoln』（我が名はリンカーン）。作曲はスティーブ・ジャブロンスキー。